# Hanna Mineh
 (novembre 2009).
Si vous disposez d'ouvrages ou d'articles de référence ou si vous connaissez des sites web de qualité traitant du thème abordé ici, merci de compléter l'article en donnant les références utiles à sa vérifiabilité et en les liant à la section « Notes et références ».
Hanna Mineh, ou Ḥannā Mīnaẗ (arabe حنا مينة), est un romancier syrien, né à Lattaquié (territoire des Alaouites) le 9 mars 1924 et mort le 21 août 2018 à Damas (Syrie).
Il a participé à la fondation de l'Association des écrivains syriens et l'Union des écrivains arabes, union qu'il a quitté en 1995 par solidarité avec l'écrivain Adonis.
Il est considéré comme l'un des meilleurs romanciers arabes. Ses romans se caractérisent par le réalisme.

## Biographie
Hanna Mineh a vécu son enfance dans un village près d'Alexandrette, sur la côte syrienne.
En 1939, il retourne avec sa famille à Lattaquié, sa ville de passion et d'inspiration avec ses montagnes et sa mer. Il a d'abord travaillé comme barbier et porteur dans le port, puis comme marin. Il a multiplié les emplois, comme réparateur de vélos, garde d'enfants dans une maison d'un riche seigneur, employé dans une pharmacie, tantôt journaliste, auteur de séries en langue parlée à la radio syrienne puis fonctionnaire dans le secteur public, et enfin romancier.

### Débuts littéraires
Hanna Mineh a commencé par l'écriture des pétitions gouvernementales, puis des articles et petites nouvelles dans les journaux de Syrie et du Liban. Ensuite il est passé à la rédaction des grands articles et des contes. Il a envoyé ses premiers contes aux journaux syriens de Damas dès les années 40.
Après l'indépendance de la Syrie en 1947, il s'est installé à Damas, a travaillé au journal « Al-Inchaa' » jusqu'à devenir son rédacteur en chef.
Sa vie littéraire a démarré avec une pièce, malheureusement perdue depuis. Il a alors renoncé à écrire pour le théâtre[réf. nécessaire]. Son premier long roman, Les Lampes Bleues, est paru en 1954,. Ensuite, il a continué à écrire avec 39 romans et quelques contes. Plusieurs de ses romans ont été adaptés dans des films et séries syriens. Son roman le plus célèbre La voile et la tempête a été publié en 1966.

### Carrière d'écrivain
Hanna Mineh est considéré comme l'un des grands romanciers de la Syrie et du monde arabe. Dès 12 ans, il s'opposait à la colonisation française et menait une vie dure, se déplaçant dans plusieurs pays. Il a voyagé en Europe puis en Chine pendant quelques années, avant de rentrer en Syrie.[réf. nécessaire]
Il évoque souvent la mer dans ses romans et décrit la vie des marins à Lattaquié, leur conflit au bord des navires et les dangers de la mer.

### Notoriété littéraire
Il a reçu le prix Naguib Mahfouz. L'Autorité générale syrienne du livre a créé en 2017, un prix de littérature romanesque, lui donnant le nom, de Prix Hanna Minh.